# Bitwa pod Żeleźnicami
Bitwa pod Żeleźnicami – starcie zbrojne stoczone pomiędzy Ukraińską Powstańczą Armią, a radzieckimi oddziałami NKWD.
28 kwietnia 1944 r. 19 Brygada Wojsk Wewnętrznych NKWD rozpoczęła kolejną operację czyszczącą w lasach krzemienieckich na północy województwa tarnopolskiego. Do końca dnia, nie natrafiwszy na nieprzyjaciela dotarła do Słuczy. Rano 29 kwietnia, ok. godz. 5:00, Sowieci usłyszeli strzały dobiegające od strony Żeleźnic. Okazało się, że we wsi w zasadzkę kurenia "Doksa" wpadło osiemnastu czerwonoarmistów z 70 Armii. Enkwudyści postanowili okrążyć wieś. O godz. 6:15 kompania NKWD wyszła na skraj wioski, gdzie została zatrzymana silnym ogniem strzelców UPA. Partyzanci nie tylko zatrzymali enkawudystów, ale wkrótce przystąpili do kontrataku. Sowieci znaleźli się w ciężkim położeniu. O godz. 7:40 w sukurs przybyło 155 enkwadusytów, dowodzonych przez samego d-cę 19 Brygady płk. Timofiejewa. Widząc to, partyzanci rozpoczęli odwrót. Wojska Wewnętrzne NKWD rozpoczęły pościg, który trwał do wieczora. Następnego dnia kontynuowano go. Wieczorem, ok. godz. 19.30, Sowieci dotarli do wsi Gronne i zaatakowali stacjonujących we wsi partyzantów. W nocnym boju zginęło, wg meldunków NKWD, wielu partyzantów. W sumie Ukraińcy mieli stracić 225 zabitych, piętnastu rannych i 106 aresztowanych. Dużą część z nich stanowili zapewne cywile. Sowieci także ponieśli ciężkie straty, tracąc 23 zabitych (w tym oficerów), trzydziestu rannych (z nich pięciu oficerów), dwóch zaginionych (w tym oficera). UPA oceniła straty sowieckie na 240 zabitych.